# Crypt Records
Crypt Records è un'etichetta discografica indipendente fondata dallo statunitense Tim Warren nel 1983.

## Storia
L'etichetta, dopo un lungo periodo di dislocazione statunitense, fu spostata ad Amburgo in Germania. La Crypt è famosa soprattutto per la collana di dieci raccolte dal titolo Back from the Grave dedicata al garage punk degli anni sessanta e per le molte pubblicazioni e ristampe di band surf, rockabilly, punk rock, exotica, garage punk, rhythm and blues delle origini e musica soul.

## Artisti correlati
- Los Ass-Draggers
- Atomic Suplex
- Bantam Rooster
- The Beguiled
- Blues Explosion
- Cheater Slicks
- Country Teasers
- The Devil Dogs
- The Dirtys
- Fireworks
- The Gories
- The Grave Diggers
- Guitar Wolf
- Thee Headcoats
- The Lazy Cowgirls
- The Little Killers
- Lyres
- Thee Mighty Caesars
- New Bomb Turks
- Nine Pound Hammer
- Oblivians
- The Raunch Hands
- The Revelators
- Teengenerate
- The Wylde Mammoths